# ييمتسا
ييمتسا (بالروسية: Емца) هي مدينة في مقاطعة أوبلاست أرخانغلسك في روسيا. يبلغ عدد سكانها حوالي 1273 نسمة.